# Cryptops spinipes
Cryptops spinipes är en mångfotingart som beskrevs av Pocock 1891. Cryptops spinipes ingår i släktet Cryptops och familjen Cryptopidae. Inga underarter finns listade i Catalogue of Life.